# Гробница Душана Петровића Шанета
Гробница Душана Петровића Шанета је споменик у Аранђеловцу, подигнут у част народном хероју Југославије и учеснику НОБ-а, Душану Петровићу Шанету. Споменик је пројектовао српски архитекта Богдан Богдановић.
Налази на врху узвишења, с погледом на пољопривредно земљиште које је у предграђу Аранђеловца. Мјесто, падине Венчаца, је изричито одабрао сам Шане Петровић, које је споменуо у опоруци. Споменик се изворно налазио неколико стотина метара јужније, близу главне цесте, али је у једном тренутку пресељен.
Године 2002. Вука, Петровићева супруга, такође је сахрањена поред њега.

## Душан Петровић Шане
Душан Петровић Шане је био синдикални активиста прије Други свјетског рата и партизански борац. Као предратни члан Комунистичке партије регрутовао је борце за покрет отпора током цијелог рата и попео се на чин генерал-мајора у резерви. Након рата као члан Партије наставио је своје синдикалне активности радећи на разним позицијама. Народним херојем Југославије проглашен је 1952. године, а умро је у Београду 1977. године.

## Опис споменика
До споменика се долази путем обиљеженим заставицама који се одваја од главног приступног пута за локално гробље. Овај пут води посјетиоца директно до двије спомен-плоче, а иза њих се налази споменик. Сам споменик састоји се од украсног надгробног споменика од бијелог вапненца постављеног на постоље, уз двије спомен-плоче (у спомен на Петровића и његову супругу) и додатне плоче (постављене на 90 степени од двије спомен плоче) на којој је натпис:
| „ | Човек је створен да се бори да ради да мисли: у томе је сва његова вредност сав његов живот. | ” |

Сам надгробни споменик је коцкастог облика и једноставно је украшен. Подигнут је отприлике 10 центиметара изнад тла на постољу од пјешчењака. Његов доњи дио је степенаст, а горњи је једноставно украшен. Четири стране су грубо исклесане и на њих су урезбарени цвјетни мотиви за које се претпоставља да представљају макове. Необично је да је Богдановић потписао ово дјело, што се може видјети на горњем дијелу са стране.

## Статус заштите
Споменик није заштићен ни од једног државног, регионалног ни општинског тијела нити се о њему могу наћи било какве информације у националним или регионалним канцеларијама Завода за заштиту споменика културе.

## Стање
Споменик је у добром стању и без трагова вандализма. Постоје очигледне мале пукотине које могу бити резултат поступка резбарења, пресељења гробнице или уопште временског утицаја, иако њихова концентрација на одређеним дијеловима споменика – наизглед правилне, редовне и паралелне пукотине – сугерише да су резултат превоза помоћу каиша од тканине или можда ланаца. Пут до споменика не изгледа превише одржаван, али то и доприноси сеоској атмосфери налазишта.
Нема путоказа према споменику нити је популаран међу члановима локалне заједнице. Код споменика се не одржавају пригодне приредбе за јавност.